# Pierre Bertrand de Colombier
Pour les articles homonymes, voir Pierre Bertrand, Bertrand et Colombier.
Pierre Bertrand de Colombier, ou Pierre Bertrand le Jeune, est un cardinal français né vers le 25 mars 1299 à Colombier-le-Cardinal (Ardèche) et décédé au prieuré de Montaut à Villeneuve-lès-Avignon (Gard) le 13 juillet 1361. Il est un neveu du cardinal Pierre Bertrand le Vieux, par sa mère. Son frère Guillaume est évêque de Soissons en  1349-1362.

## Repères biographiques
Pierre de Colombier étudie à la Sorbonne à Paris. Il est professeur à l'université de  Montpellier, doyen de la collégiale royale de Saint-Quentin, chanoine du chapitre du Mans et chanoine à Lyon et Autun. En 1335 il est élu évêque de Nevers, puis est transféré au siège épiscopal d'Arras en 1339.
Il  est créé cardinal par  le pape Clément  VI lors du consistoire du 19 mai 1344. 
Le cardinal Bertrand participe au conclave de 1352 au cours duquel Innocent VI  est élu.
En 1355, il est choisi pour se rendre à Rome couronner l'empereur Charles IV.